# Thora Birch
Thora Renee Birch (ur. 11 marca 1982 w Los Angeles) – amerykańska aktorka.

## Życiorys

### Wczesne lata
Urodziła się w Los Angeles w Kalifornii jako najstarsze dziecko pary aktorów porno – Carol Connors i Jacka Bircha. Jej rodzice byli gwiazdami filmu dla dorosłych Głębokie gardło (1972). Jej babka ze strony matki była Polką. Jej rodzina miała pochodzenie niemieckie, żydowskie, skandynawskie, francuskie, kanadyjskie i włoskie. Wychowywała się z młodszym bratem Kianem Boltem (ur. 3 października 1990). Odrzuciła dyplom zdobyty dzięki szkole korespondencyjnej.

### Kariera
Pod koniec lat 80. wzięła udział w reklamach dla Burger King czy Quaker Oats wraz z Wilfordem Brimleyem. Debiutowała w roli Molly Johnson w komedii familijnej Purpurowy pożeracz ludzi (Purple People Eater, 1988), opartej na nowatorskiej piosence Sheba Wooleya z 1958 o tym samym tytule, za co zdobyła nagrodę Young Artist Award w kategorii „Najlepsza młoda aktorka poniżej 9 roku życia”. Od 29 lutego 1988 do
4 czerwca 1989 wystąpiła jako Molly w sitcomie NBC Dzień za dniem (Day by Day) z Dougiem Sheehanem, a także w roli	Megan w serialu medycznym Doogie Howser, lekarz medycyny (Doogie Howser, M.D., 1989) u boku Neila Patricka Harrisa.
Została wybrana spośród ponad 4 tys. innych młodych kandydatów do roli Billie Pike w dramacie Raj odzyskany (Paradise, 1991) z Donem Johnsonem, Melanie Griffith i Elijahem Woodem, za którą otrzymała Young Artist Award w kategorii „Najlepsza młoda aktorka w filmie kinowym”. Później jej rozpoznawalność zaczęła wzrastać, najpierw dzięki drugoplanowej roli córki Jacka Ryana (Harrison Ford) w dreszczowcach sensacyjnych Phillipa Noyce’a – Czas patriotów (Patriot Games, 1992) i Stan zagrożenia (Clear and Present Danger, 1994). Rola Dani, jednej z trójki dzieciaków, ściganą przez nikczemne trio czarownic w dzień Halloween w komedii Hokus pokus (Hocus Pocus, 1993) przyniosła jej Young Artist Award w kategorii „Najlepsza aktorka młodzieżowa w komedii”.
Za kreację nastrojowej i zbuntowanej Jane Burnham, rozczarowanej córki głównego bohatera (Kevin Spacey) w czarnej komedii Sama Mendesa American Beauty (1999) zdobyła szerokie uznanie i nagrodę BAFTA dla najlepszej aktorki drugoplanowej. W dreszczowcu psychologicznym Bunkier (The Hole, 2001) została obsadzona w roli Elizabeth „Liz” Dunn. Za rolę wyalienowanej Enid w czarnej komedii Terry’ego Zwigoffa Ghost World (2001) była nominowana do nagrody Złotego Globu dla najlepszej aktorki w filmie komediowym lub musicalu. Pojawiła się w teledyski do utworu Moby’ego „We Are All Made Of Stars” (2002) i wideoklipie „Eat You Alive” (2003) zespołu Limp Bizkit. W 2006 wyreżyserowała komedię krótkometrażową i, WITNESS. W 2010 została obsadzona i miała zadebiutować na off-broadwayowskiej scenie w przedstawieniu Dracula, ale została zwolniona za zachowanie jej ojca, jej ówczesnego menedżera, który fizycznie groził jednemu z członków obsady produkcji. Była producentką melodramatu Petunia (2012) z Christine Lahti i komedii romantycznej The Competition (2018) z Chrisem Kleinem. 

## Życie prywatne
21 grudnia 2018 wyszła za mąż za Michaela Bentona Adlera, menedżera talentów i filantropa.

## Filmografia
- 1990: Spokojnie, tatuśku (Parenthood) – Taylor Buckman
- 1990: Czarny Książę (Dark Avenger) – Susie Donovan
- 1991: Spisek w Boże Narodzenie (All I Want for Christmas) – Hallie O’Fallon
- 1991: Raj odzyskany (Paradise) – Billie Pike
- 1992: Czas patriotów (Patriot Games) – Sally Ryan
- 1992: The Secret World of Spying – Sally Ryan
- 1993: Hokus pokus (Hocus Pocus) – Dani Dennison
- 1994: Małpi kłopot (Monkey Trouble) – Eva Boylan
- 1994: Stan zagrożenia (Clear and Present Danger) – Sally Ryan
- 1995: Koniec niewinności (Now and Then) – młoda Teeny
- 1996: Przygoda na Alasce (Alaska) – Jessie Barnes
- 1999: American Beauty – Jane Burnham
- 1999: Trudny powrót (Night Ride Home) – Clea Mahler
- 2000: Lochy i smoki (Dungeons & Dragons) – Savina
- 2000: The Smokers – Lincoln Roth
- 2001: Bunkier (The Hole) – Liz Dunn
- 2001: Ghost World – Enid
- 2002: Shadow Realm – Susan Thornhill
- 2003: Z ulicy na Harvard (Homeless to Harvard: The Liz Murray Story) – Liz Murray
- 2004: The Dot – narrator (głos)
- 2004: Silver City – Karen Cross
- 2005: Slingshot – April
- 2006: Vinyl – Julie
- 2006: Shamrock Boy – Nulla McGarvey
- 2006: Mroki duszy (Dark Corners) – Susan Hamilton/Karen Clarke
- 2006: Boomerang Deal
- 2008: Train – Alana Maxwell
- 2009: Termin (Deadline) – Lucy Woods
- 2012: Petunia - Vivian Petunia
- 2016: Colony - Morgan